# Power Metal (альбом)
Power Metal (с англ. — «Мощный металл») — четвёртый студийный альбом американской группы Pantera, выпущенный 1 мая 1988 года на лейбле «Metal Magic».

## Об альбоме
Ещё до записи альбома Терри Глэйз был уволен, и после него в группе сменилось четыре вокалиста.
На этом альбоме впервые появляется Фил Ансельмо, заменивший оригинального вокалиста Донни Харта в конце 1986 года.
Гитарист Даймбэг Даррелл (тогда указанный как «Diamond Darrell») исполняет вокал в «P*S*T*88».
Хоть альбом и записан в стиле глэм-метал («Rock The World», «We’ll Meet Again», «Proud To Be Loud», «Hard Ride» и «Burnnn!»), в нём также присутствуют элементы трэш-метала («Over And Out», «Death Trap», «P.S.T. 88», «Down Below») и спид-метала («Power Metal», «Burnnn!»).
Впоследствии группа сменит своё музыкальное направление, начиная с «Cowboys from Hell».

## Список композиций
Слова и музыка всех песен — участниками Pantera, если не указано иное..
| №  | Название           | Автор(ы)     | Длительность |
| -- | ------------------ | ------------ | ------------ |
| 1. | «Rock the World»   |              | 3:34         |
| 2. | «Power Metal»      |              | 3:53         |
| 3. | «We'll Meet Again» |              | 3:54         |
| 4. | «Over and Out»     |              | 5:06         |
| 5. | «Proud to Be Loud» | Марк Феррари | 4:02         |

| №                   | Название            | Автор(ы)                                            | Длительность |
| ------------------- | ------------------- | --------------------------------------------------- | ------------ |
| 6.                  | «Down Below»        | Даймонд Даррелл, Терри Глэйз, Винни Пол, Рекс Рокер | 2:49         |
| 7.                  | «Death Trap»        |                                                     | 4:07         |
| 8.                  | «Hard Ride»         |                                                     | 4:16         |
| 9.                  | «Burnnn!»           |                                                     | 3:35         |
| 10.                 | «P*S*T*88»          | Даррелл, Пол, Рокер                                 | 2:51         |
| Общая длительность: | Общая длительность: | Общая длительность:                                 | 38:10        |

## Участники записи
Все титры взята с оригинального CD.
Pantera
- Фил Ансельмо — вокал (кроме «P.S.T. 88»), бэк-вокал в «P.S.T. 88», продюсирование (кроме трека 5)
- Даймонд Даррелл — гитара, бэк-вокал (кроме «P.S.T. 88»), вокал в «P.S.T. 88», ремикс, продюсирование (кроме трека 5)
- Рекс Рокер — бас-гитара, бэк-вокал, производство (кроме трека 5)
- Винни Пол — ударные, бэк-вокал, инженеринг, ремиксы, продюсирование (кроме трека 5)

Дополнительные участники
- Марк Феррари — гитара (треки 3 и 5), бэк-вокал, продюсирование (трек 5)
- The Eld’n[англ.] — клавишные, инжинеринг, ремикс, производство (кроме трека 5)

Технический персонал
- Том Койн — мастеринг
- Записано и смикшировано в Pantego Sound, Пантего[англ.], Техас